# فینتسلبرگ
فینتسلبرگ (به آلمانی: Vinzelberg) یک منطقهٔ مسکونی در آلمان است که در اشتندل واقع شده‌است. فینتسلبرگ ۲۸۶ نفر جمعیت دارد.